# Anonychia
Anonychia – wada wrodzona polegająca na niedorozwoju lub całkowitym braku paznokci. Występuje często wspólnie z innymi niedorozwojami (np. zębów, włosów, gruczołów potowych).
Stan ten objawia się także w ciężkich przypadkach łuszczycy.